# Nietzsche (strip)
Nietzsche is een Franse stripreeks die begonnen is in mei 2010 met Michel Onfray als schrijver en Maximilien Le Roy als tekenaar.

## Albums
| Nummer | Titel             | Uitgever   | Schrijver     | Tekenaar          |
| ------ | ----------------- | ---------- | ------------- | ----------------- |
| 1      | Vrijheid scheppen | Le Lombard | Michel Onfray | Maximilien Le Roy |